# Terry Brooks
Terence Dean Brooks (Sterling, 8 gennaio 1944) è uno scrittore statunitense, principalmente di romanzi fantasy.
È noto per aver creato la serie di libri fantasy Shannara.

## Biografia
Ha studiato letteratura inglese all'Hamilton College e si è laureato in legge alla Washington & Lee University. Prima di dedicarsi alla scrittura ha praticato la professione di avvocato. Attualmente vive tra Seattle e le Hawaii con la moglie Judine.
Il suo primo romanzo, La spada di Shannara del 1977, diventò un best seller mondiale e rimase nella classifica del New York Times dei libri più venduti per oltre cinque mesi. Col tempo, la produzione di Brooks, riconducibile quasi per intero alle vicende di Shannara, è andata discostandosi dai canoni tipici del fantasy. La sua vasta produzione, che ricopre circa quarant'anni di carriera fino ai giorni più recenti, si struttura in vari cicli o saghe, e manuali correlati, come Il magico mondo di Shannara (2002) scritto insieme a Teresa Patterson ed illustrato da David Cherry, di cui è in lavorazione una seconda edizione riveduta ed ampliata. 
Nel 1991 si dedicò alla stesura della trasposizione del film Hook - Capitan Uncino di Steven Spielberg. Circa a metà della stesura della trilogia del Verbo & Vuoto, poi, George Lucas, il creatore di Star Wars, chiese personalmente a Terry di scrivere la trasposizione di Star Wars Episodio I: La Minaccia Fantasma. Terry, acclamato fan di Star Wars, accettò e discusse il progetto con Lucas presso il Ranch Skywalker. Un mese prima dell'uscita del omonimo film nei cinema, il libro fu pubblicato riscuotendo grandi successi sia da parte dei fan di Brooks sia di quelli di Star Wars.
Un suo racconto, Amici immaginari, in cui compare il silvano Pick della trilogia del Verbo e Vuoto, è stato poi pubblicato nell'antologia di scrittori fantasy Magicland, a cura di Lester del Rey. 
Da citare anche l'autobiografia e guida alla scrittura A volte la magia funziona (2003), in cui Brooks espone le origini dei suoi romanzi e dà consigli ai giovani aspiranti scrittori.

## Opere
L'elenco delle opere seguenti è suddiviso per saghe e presentato in base all'ordine di pubblicazione.

### La saga diShannara
Il magnum opus di Terry Brooks è rappresentato dal lavoro riguardante il magico mondo di Shannara da lui creato. La saga, riconducibile al genere high fantasy, è composta da romanzi, da racconti brevi, e da un racconto a fumetti, scritti a partire dal 1977, suddivisi in diversi cicli narrativi. L'ambientazione principale della saga è rappresentata dalle Quattro Terre, originatesi in seguito ad una devastante serie di conflitti nucleari mondiali, avvenuti approssimativamente a metà del XXI secolo e noti come Grandi Guerre, che hanno modificato la morfologia del pianeta, cancellando quasi del tutto la razza umana, originando nuove razze quali Troll, Nani e Gnomi, facendo riaffiorare la magia nella natura, a scapito della scomparsa della tecnologia, e facendo precipitare la società in una sorta di nuova epoca pre-industriale.

#### Il ciclo di Shannara
- La spada di Shannara, 1977 (The Sword of Shannara) ISBN 8804376554
- Le pietre magiche di Shannara, 1982 (The Elfstones of Shannara) ISBN 8804378328
- La canzone di Shannara, 1985 (The Wishsong of Shannara) ISBN 8804399872

#### Gli eredi di Shannara
- Gli eredi di Shannara, 1990 (The Scions of Shannara) ISBN 880439353X
- Il druido di Shannara, 1991 (The Druid of Shannara) ISBN 8804388277
- La regina degli Elfi di Shannara, 1992 (The Elf Queen of Shannara) ISBN 8804386800
- I talismani di Shannara, 1993 (The Talismans of Shannara) ISBN 8804399872

#### Il preludio di Shannara
- Il primo re di Shannara, 1996 (prequel, First King of Shannara) ISBN 8804434899

#### Il ciclo del Demone
- Il demone, 1997 (Running with the Demon) ISBN 8804470844
- Il cavaliere del verbo, 1998 (A Knight of the Word) ISBN 8804484055
- Il fuoco degli angeli, 1999 (Angel Fire East) ISBN 880449879X

#### Il viaggio della Jerle Shannara
- La strega di Ilse, 2000 (Ilse Witch) ISBN 8804510676
- Il labirinto, 2001 (Antrax) ISBN 8804519843
- L'ultima magia, 2002 (Morgawr) ISBN 8804523956

#### Il druido supremo di Shannara
- Jarka Ruus, 2003 (Jarka Ruus) ISBN 8804532602
- Tanequil, 2004 (Tanequil) ISBN 8804544554
- La regina degli Straken, 2005 (Straken) ISBN 8804539232

#### La genesi di Shannara
- I figli di Armageddon, 2006 (Armageddon's Children) ISBN 8804560665
- Gli elfi di Cintra, 2007 (The Elves of Cintra) ISBN 9788804571728
- L'esercito dei demoni, 2009 (The Gypsy Morph) ISBN 8804583835

#### Le leggende di Shannara
- L'ultimo cavaliere, 2011 (Bearers of the Black Staff) ISBN 880460705X
- Il potere della magia, 2012 (The Measure of the Magic) ISBN 9788852029752

#### Gli oscuri segreti di Shannara
- I guardiani di Faerie, 2013 (The Dark Legacy of Shannara - Wards of Faerie) ISBN 9788804624394
- Il fuoco di sangue, 2014 (The Dark Legacy of Shannara - Bloodfire Quest) ISBN 9788804641056
- Lo spettro della strega, 2015 (The Dark Legacy of Shannara - Witch Wraith) ISBN 9788804647836

#### I difensori di Shannara
- La lama del druido supremo, 2015 (The Defenders of Shannara - The High Druid's Blade) ISBN 9788804658696
- Il figlio dell'oscurità, 2016 (The Defenders of Shannara - The Darkling Child) ISBN 9788804663140
- La figlia dello stregone, 2017 (The Defenders of Shannara - The Sorcerer's Daughter)[1] ISBN 9788804674030

#### La caduta di Shannara
- La pietra nera della magia, 2018 (The Fall of Shannara - The Black Elfstone) ISBN 9788804685548
- L'invasione degli Skaar, 2019 (The Fall of Shannara - The Skaar Invasion) ISBN 9788804709473
- Lo Stiehl letale, 2021 (The Fall of Shannara - The Stiehl Assassin) ISBN 9788804721086
- L'ultimo druido, 2022 (The Fall of Shannara - The Last Druid, era prevista l'uscita in lingua originale il 2 giugno 2020 ma è stata posticipata al 27 ottobre 2020 a causa della grave situazione dovuta alla Pandemia di COVID-19) ISBN 9788804749806

### La saga diLandover
Il ciclo di Landover è una delle due saghe di Brooks non ambientate nelle Quattro Terre. Essa prende le mosse dal nostro mondo di oggi, e protagonista è Ben Holiday, un avvocato in crisi dopo la morte precoce della moglie (il personaggio di Ben presenta una forte identificazione con Brooks stesso). Ad Holiday viene offerta la possibilità di uscire dal vuoto della sua attuale vita tramite un curioso annuncio su un catalogo di prodotti natalizi: Regno magico in vendita!. Inizia così una serie di straordinarie avventure in un mondo parallelo dominato dalla magia di cui Ben, dopo grandi difficoltà, riuscirà a diventare legittimo re, aiutato da una serie di strani compagni: un mago maldestro, un cane parlante, due fedeli coboldi e una donna albero di cui Ben s'innamorerà. Lo scopo di fondo di questo ciclo di Brooks è quello di rovesciare completamente i tradizionali schemi della fantasy, parodiandoli con garbo ma mantenendo inalterata la struttura romanzesca e non disdegnando di affrontare anche temi seri e profondi come già nelle opere di Shannara. Il confronto tra il mondo magico e il nostro mondo è oggetto delle più riuscite delle storie del ciclo, che si compone di sei libri: Il magico regno di Landover (1986), L'unicorno nero (1987), Mago a metà (1988), La scatola magica di Landover (1994), La sfida di Landover (1995) e La principessa di Landover (2009). Terry Brooks aveva reso noto che era in corso la lavorazione di un film sul primo romanzo del ciclo, che avrebbe dovuto essere diretto dal regista Stephen Sommers, ma che poi è stato tutto annullato.
- Il magico regno di Landover, 1986 (Magic Kingdom For Sale -- Sold!) ISBN 880437649X
- L'unicorno nero, 1987 (The Black Unicorn) ISBN 880438011X
- Mago a metà, 1988 (Wizard at Large) ISBN 880439045X
- La scatola magica di Landover, 1994 (The Tangle Box) ISBN 8804389303
- La sfida di Landover, 1995 (Witches' Brew) ISBN 8804418311
- La principessa di Landover, 2009 (A Princess of Landover) ISBN 8804611626

### Trasposizioni letterarie
- Hook - Capitan Uncino (Hook, 1991), ISBN 8804357320
- Star Wars episodio I - La minaccia fantasma (The Phantom Menace, 1999), ISBN 8845422380

### Altre opere
- Il magico mondo di Shannara, 1986 (guida illustrata, The Guide to Shannara, scritto con Teresa Patterson) ISBN 8834414896
- Amici immaginari, 1991 (Imaginary Friends, racconto breve, legato al ciclo del Demone, pubblicato sull'antologia Magicland, Storie di fate, principi e folletti dei maestri della Fantasy con Terry Brooks, Isaac Asimov, C.J.Cherryn, Anne McCaffrey e su Altrove, viaggio nel mondo Fantasy a cura di Laura Giacobazzi e Paolo Pugni)
- A volte la magia funziona. Lezioni da una vita di scrittura, 2003 (autobiografia, Sometimes the Magic Works: Lessons from a Writing Life) ISBN 8804517492
- Lo spirito oscuro di Shannara, 2008 (graphic novel) con Edwin David e Robert Place Napton (Dark Wraith of Shannara) ISBN 9788804581222
- Una piccola magia, 2023 (Small Magic: Short Fiction, 1977-2020, 2021). Raccolta di racconti comprendente  Ritorno alla Brughiera delle Nuvole, Dopo la battaglia, Amici immaginari, La scelta del Maestro d'Armi (The Weapon Master's Choice, 2013), Una sciagurata concentrazione di Fillipiani, La ricerca di Allanon (Allanon's Quest, 2012), Indomito (Indomitable, 2003), Non dirlo a papà, L'Irix Nero (The Black Irix, 2013), L'ultimo viaggio,  Guerriero. Indomitable è un racconto breve pubblicato sull'antologia Legends II nel 2003 e si colloca temporalmente due anni dopo La canzone di Shannara. Allanon's Quest (2012, prequel a La spada di Shannara), The Weapon Master's Choice (2013, si colloca temporalmente tra Le pietre magiche di Shannara e La canzone di Shannara) e The Black Irix (2013, si colloca temporalmente tra La spada di Shannara e Le pietre magiche di Shannara) costituiscono la trilogia Paladins of Shannara, originariamente pubblicata solo in formato ebook. ISBN 9788804776512

### Opere non tradotte in italiano
- The Writers Complete Fantasy Reference: An Indispensable Compendium of Myth and Magic, 2000 (curatore dell'introduzione), con Michael J. Varhola, ISBN 1582970262
- The World of Shannara, 2001 (companion book)
- Why I Write About Elves, 2005 (saggio pubblicato su Amazon short)